# Öldrink

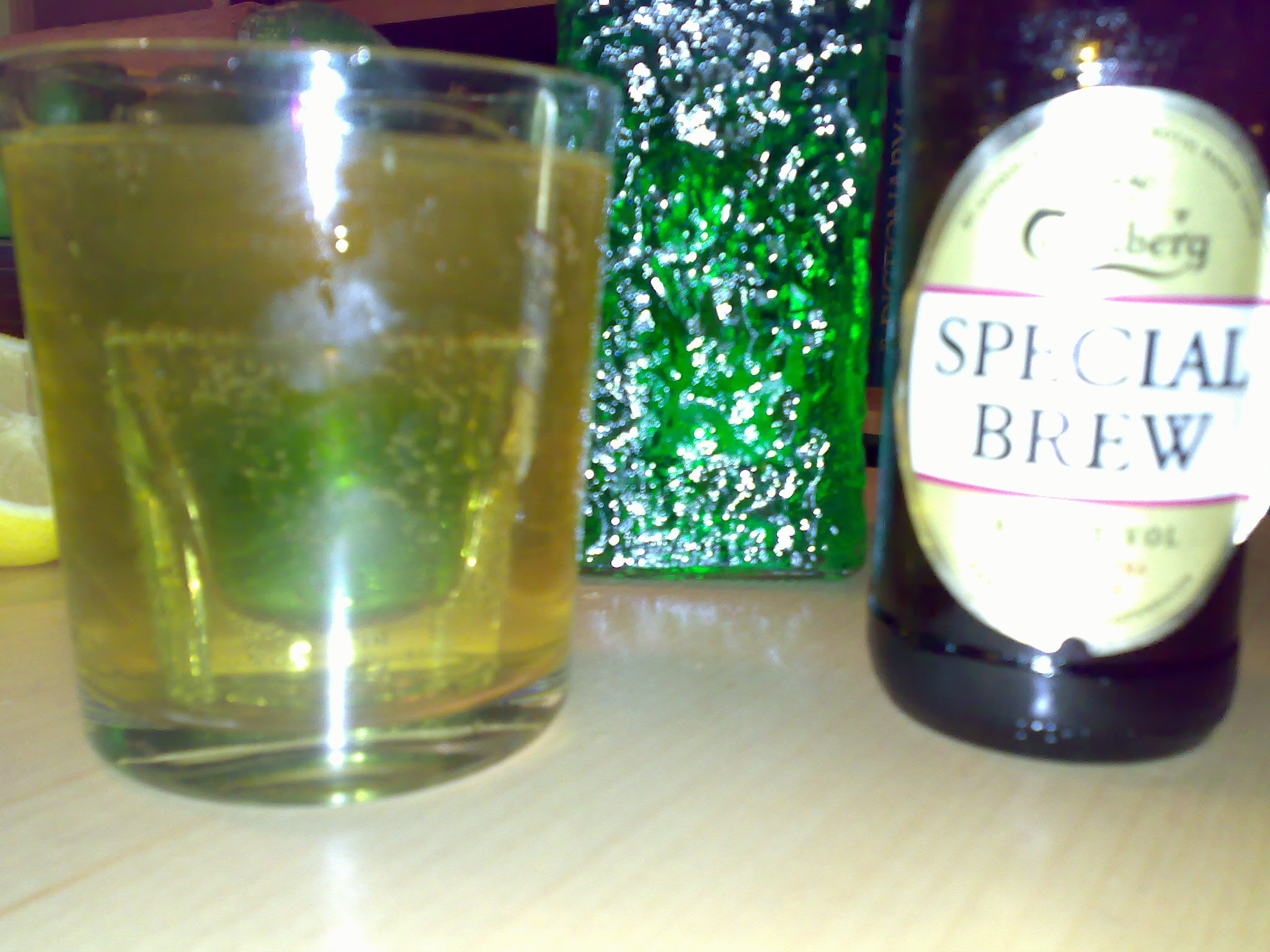
En öldrink

En öldrink eller ölcocktail är en drink som huvudsakligen består av öl blandat med spritdrycker eller annan drinkblandning.
En mörk stout kan blandas med champagne till en Black velvet. Drinken sägs ha uppfunnits 1861 för att visa sorg i samband med prins Alberts död. Öl kan också blandas med likör, till exempel i en så kallad ubåt, där en jägermeistershot tillsätts i en stor stark. Under 2010-talet har mer avancerade cocktails med fler ingredienser blivit mer populära i Sverige. Michelada är en öldrink från Mexiko där öl blandas med tomatjuice, lime och chilisås, liknande drinken Bloody Mary.